# 村戈乡
村戈乡，是中华人民共和国四川省甘孜藏族自治州理塘县下辖的一个乡镇级行政单位。

## 行政区划
村戈乡下辖以下地区：
芒康村、康珠村、托仁村、甲灰村、雄拉村、村戈村、觉塔村、仁泽村、查卡村和牧民新村。